# 篠原重之
篠原 重之（しのはら しげゆき）は、安土桃山時代から江戸時代にかけての武将。兄に木村重成がいる。

## 概要
幼少より、優秀で勇敢であったという。1615年（元和元年）、大坂夏の陣にて大坂城が陥落した後、九州へ落ちる。九州を転々と移り住み、肥後国海東郷（現・宇城市）に居を定める。残党狩りを逃れるため、姓を木村から篠原に改めた。
島原の乱などで活躍する。1693年（元禄6年）、海東郷にて93歳で死去。法名は浄山院本然清雲居士。墓は熊本県宇城市小川町南海東筒田にある。